# Vaemla
Koordinaten: 58° 50′ N, 22° 50′ O
Vaemla (deutsch Waimel bzw. Waimell) ist ein Dorf (estnisch küla) in der Landgemeinde Hiiumaa (bis 2017: Landgemeinde Käina). Es liegt auf der zweitgrößten estnischen Insel Hiiumaa (deutsch Dagö).

## Beschreibung und Geschichte
Vaemla hat 24 Einwohner (Stand 31. Dezember 2011). Das Dorf liegt östlich der Inselhauptstadt Kärdla (Kertel). Von Vaemla aus verbindet ein Damm die Inseln Hiiumaa und Kassari.
1453 wurde Vaemla erstmals unter dem Namen Waimonen urkundlich erwähnt. 1564 ist die Wacke von Vaemla verzeichnet, 1688 das Gut von Vaemla. Mehrere Jahrhunderte stand es im Besitz der Familie Wachtmeister. Letzter Eigentümer vor der Enteignung im Zuge der estnischen Landreform war die adlige deutschbaltische Familie von der Pahlen.
Vom eingeschossigen Gutshaus aus Kalkstein finden sich heute nur noch die Ruinen. Erhalten ist teilweise noch der 5,8 Hektar große Park des Gutes im englischen Stil.

## Johann Köler
Ein 1976 errichteter Gedenkstein im Park des Gutes erinnert heute an den estnischen Maler Johann Köler (1826–1899), der 1863 auf Einladung des Gutsherrn Rudolf von Gernet längerer Gast in Vaemla war.
Viele Bewohner des Ortes hat er in seinen Bildern verewigt. Das bekannteste Beispiel ist das monumentale Fresko Kölers für die Tallinner Karlskirche. Im dortigen Christus erkannten viele den Kutscher Villem Tamm vom Gut Kassari wieder.

## Wirtschaft und Industrie
In Vaemla steht eine Wollfabrik, die heute größtenteils Museum ist. Sie ist in einem ehemaligen Speicherhaus des Guts untergebracht. Dort sind verschiedene Wollmaschinen und Wollfabrikate des 19. und 20. Jahrhunderts ausgestellt. Der Besucher lernt die Wollherstellung in Vergangenheit und Gegenwart kennen.
Im Volksmund von Hiiumaa wird Vaemla scherzhaft auch die „Ölhauptstadt“ genannt. Anfang des 20. Jahrhunderts ließ der örtliche Gutsherr Gustav Wilhelm Gotthard von der Pahlen hier nach Öl graben, nachdem er in seinem Keller und bei Brunnenarbeiten einen Petroleumgeruch wahrgenommen hatte. Er ließ in der Folge mehrere hundert Probebohrungen durchführen und engagierte verschiedene Geologen. Die ergebnislose Suche nach dem „schwarzen Gold Hiiumaas“ wurde bis in die 1920er Jahre fortgesetzt.